# Краєвський Йосип Еварестович
Йосип Еварестович Краєвський (? — розстріляний 1937) — радянський комсомольський діяч, 1-й секретар  Одеського і Сталінградського обласних комітетів комсомолу, 2-й секретар ЦК ЛКСМУ. Кандидат у члени ЦК КП(б)У в січні 1934 — січні 1937 р. Член ВУЦВК.

## Біографія
Член ВКП(б) з 1927 року.
Перебував на відповідальній комсомольській роботі, був секретарем Дніпровського районного комітету комсомолу на будівництві Дніпрогесу. Обирався членом ЦК ЛКСМ України та ЦК ВЛКСМ.
У серпні 1932 — квітні 1934 року — 1-й секретар Одеського обласного комітету комсомолу (ЛКСМУ).
У 1934—1935? роках — 2-й секретар ЦК ЛКСМ України.
До 1937 року — 1-й секретар Сталінградського обласного комітету комсомолу (ВЛКСМ).
1937 року заарештований органами НКВС у місті Сталінграді. 7 грудня 1937 року засуджений до вищої міри покарання, розстріляний. Посмертно реабілітований.